# Inovel Romero
Inovel Romero Valdés (Ciego de Ávila, 28 gennaio 1995) è un pallavolista cubano naturalizzato portoricano, schiacciatore dei Mets de Guaynabo.

## Biografia
Nel 2015, dopo aver conquistato il bronzo alla NORCECA Champions Cup a Detroit, decide di disertare la nazionale cubana e chiedere asilo politico alle autorità migratorie statunitensi insieme al connazionale Félix Chapman; riceve quindi una sanzione di otto anni, con scadenza nel 2023, durante i quali non può legalmente fare ritorno a Cuba.

## Carriera

### Club
La carriera di Inovel Romero inizia nelle selezioni provinciali di Ciego de Ávila, dove gioca fino al 2015. In seguito gioca a livello universitario nella Liga Atlética Interuniversitaria de Puerto Rico, con la Metropolitana, tra il 2016 e il 2018, ed è sempre a Porto Rico che debutta da professionista coi Mets de Guaynabo, impiegato come giocatore locale, nel corso della Liga de Voleibol Superior Masculino 2018, conquistando lo scudetto, che bissa anche nell'edizione successiva del torneo, venendo inoltre insignito del premio di MVP delle finali e nello All-Star Team.
Dopo aver giocato in Libano e Bahrein con il Tannourine e il Dar Kulaib, nella stagione 2020-21 approda nella Ligue A francese, dove difende i colori dell'Arago de Sète: lascia i transalpini qualche mese prima del termine dell'annata, ritornando in campo negli Stati Uniti d'America, dove prende parte alla NVA con gli Utah Stingers: al termine di questa esperienza prende parte alla Liga de Voleibol Superior Masculino 2021 nuovamente con la franchigia di Guaynabo.
Dopo aver disputato la NVA 2022 nuovamente con gli Utah Stingers e un'esperienza di qualche mese in Kuwait con il Burgan, nel novembre 2022 torna in forza ai Mets de Guaynabo per disputare i play-off scudetto della Liga de Voleibol Superior Masculino 2022, aggiudicandosi lo scudetto; conclusi gli impegni in terra Boricua, nel gennaio 2023 approda per il resto dell'annata a Israele, partecipando alla Premier League con l'Hapoël Mateh Asher.
Disputa anche la NVA 2023 con gli Utah Stingers, trasferendosi quindi in Turchia nella stagione 2023-24, dove milita dapprima in Efeler Ligi con il Develi e poi in Voleybol 1. Ligi, dove conclude l'annata col Gaziantep Gençlik. Torna quindi ai Mets de Guaynabo per la Liga de Voleibol Superior Masculino 2024.

### Nazionale
Fa tutta la trafila delle selezioni giovanili cubane, conquistando con l'Under-19 l'oro al campionato nordamericano 2012, dove viene premiato come miglior attaccante, e partecipando al campionato mondiale 2013; con l'Under-21 e l'Under-23 si aggiudica altri due ori, rispettivamente al campionato nordamericano 2014 e alla Coppa panamericana 2014.
Nel 2013 debutta in nazionale maggiore in occasione del campionato nordamericano, dove conquista la medaglia di bronzo. In seguito si aggiudica l'oro alla Coppa panamericana 2014 e due medaglie di bronzo ai XXII Giochi centramericani e caraibici e alla NORCECA Champions Cup 2015, torneo nel quale indossa per l'ultima volta la maglia della nazionale cubana.

## Palmarès

### Club
- Campionato portoricano: 3

2018, 2019, 2022

### Nazionale (competizioni minori)
- Campionato nordamericano Under-19 2012
- Coppa Panamericana 2014
- Giochi centramericani e caraibici 2014
- Campionato nordamericano Under-21 2014
- Coppa panamericana Under-23 2014
- NORCECA Champions Cup 2015

### Premi individuali
- 2012 - Campionato nordamericano Under-19: Miglior attaccante
- 2019 - Liga de Voleibol Superior Masculino: MVP della finale
- 2019 - Liga de Voleibol Superior Masculino: All-Star Team